# 赵士锦
趙士錦（?—?），字前之，南直隸常熟人。明朝政治人物。

## 生平
崇禎九年（1636年），趙士錦舉丙子科順天鄉試三十一名，崇禎十年（1637年）聯捷丁丑科進士，礼部观政，本年十月授广东化州知州，十二年本省同考，十四年丁憂。崇祯十六年十二月八日，由工部尚书范景文推荐，补工部营缮司员外郎，守阜成门。赵士锦見库藏只有2300百余金，感慨：“国家之贫至此！”
弘光時起任都水司员外郎。

## 著作
著有《甲申紀事》、《北归记》。記載其目睹李自成軍進北京城，百姓即稱“大順永昌皇帝萬歲萬萬歲”。

## 家族
曾祖赵承谦，戊戌進士，廣東參議；祖父赵用贤，吏部左侍郎，贈禮部尚書，謚文毅，祀乡贤。父赵隆美，官叙州知府。兄趙士春。